# Meeting international Mohammed VI d'athlétisme de Rabat
Il Meeting international Mohammed VI d'athlétisme de Rabat è un meeting internazionale di atletica leggera, che si tiene annualmente nel mese di luglio allo Stadio Moulay Abdallah di Rabat in Marocco.
Il meeting è stato istituito nel 2008 e già dal 2010 è stato inserito nel circuito World Athletics dei meeting internazionali (già IAAF World Athletics Tour). Dal 2010 al 2015 era inserita nel circuito IAAF World Challenge, mentre dal 2016 è inserito nel circuito Diamond League.

## Edizioni
| Anno | Edizione | Circuito                  | Dettagli                                                     |
| ---- | -------- | ------------------------- | ------------------------------------------------------------ |
| 2008 | I        | -                         | Meeting international Mohammed VI d'athlétisme de Rabat 2008 |
| 2009 | II       | -                         | Meeting international Mohammed VI d'athlétisme de Rabat 2009 |
| 2010 | III      | IAAF World Challenge 2010 | Meeting international Mohammed VI d'athlétisme de Rabat 2010 |
| 2011 | IV       | IAAF World Challenge 2011 | Meeting international Mohammed VI d'athlétisme de Rabat 2011 |
| 2012 | V        | IAAF World Challenge 2012 | Meeting international Mohammed VI d'athlétisme de Rabat 2012 |
| 2013 | VI       | IAAF World Challenge 2013 | Meeting international Mohammed VI d'athlétisme de Rabat 2013 |
| 2014 | VII      | IAAF World Challenge 2014 | Meeting international Mohammed VI d'athlétisme de Rabat 2014 |
| 2015 | VIII     | IAAF World Challenge 2015 | Meeting international Mohammed VI d'athlétisme de Rabat 2015 |
| 2016 | IX       | IAAF Diamond League 2016  | Meeting international Mohammed VI d'athlétisme de Rabat 2016 |
| 2017 | X        | IAAF Diamond League 2017  | Meeting international Mohammed VI d'athlétisme de Rabat 2017 |
| 2018 | XI       | IAAF Diamond League 2018  | Meeting international Mohammed VI d'athlétisme de Rabat 2018 |
| 2019 | XII      | IAAF Diamond League 2019  | Meeting international Mohammed VI d'athlétisme de Rabat 2019 |
| 2022 | XIII     | Diamond League 2022       | Meeting international Mohammed VI d'athlétisme de Rabat 2022 |
| 2023 | XIV      | Diamond League 2023       | Meeting international Mohammed VI d'athlétisme de Rabat 2023 |
| 2024 | XV       | Diamond League 2024       | Meeting international Mohammed VI d'athlétisme 2024          |
| 2025 | XVI      | Diamond League 2025       | Meeting international Mohammed VI d'athlétisme de Rabat 2025 |

## Record del meeting
Aggiornato all'edizione 2025

### Uomini
| Specialità             | Record             | Atleta                 | Nazionalità | Data           | Note  |
| ---------------------- | ------------------ | ---------------------- | ----------- | -------------- | ----- |
| 100 m                  | 9"94 (+0.1 m/s)    | Fred Kerley            | Stati Uniti | 28 maggio 2023 |       |
| 200 m                  | 20"03 (+0.4 m/s)   | Andre De Grasse        | Canada      | 16 luglio 2017 |       |
| 400 m                  | 44"33              | Akeem Bloomfield       | Giamaica    | 13 luglio 2018 |       |
| 800 m                  | 1'42"70            | Tshepiso Masalela      | Botswana    | 25 maggio 2025 | [ 1 ] |
| 1000 m                 | 2'15"31            | Amine Laâlou           | Marocco     | 5 giugno 2011  |       |
| 1500 m                 | 3'31"43            | Jonah Koech            | Stati Uniti | 25 maggio 2025 | [ 2 ] |
| 3000 m                 | 7'32"93            | Yomif Kejelcha         | Etiopia     | 13 luglio 2018 |       |
| 5000 m                 | 12'59"28           | Vincent Kiprop Chepkok | Kenya       | 27 maggio 2012 |       |
| 110 m hs               | 13"08 (-1.3 m/s)   | Rasheed Broadbell      | Giamaica    | 28 maggio 2023 |       |
| 400 m hs               | 48"25              | Khallifah Rosser       | Stati Uniti | 5 giugno 2022  |       |
| 3000 m siepi           | 7'56"68            | Soufiane el-Bakkali    | Marocco     | 28 maggio 2023 |       |
| Salto in alto          | 2.39 m             | Bohdan Bondarenko      | Ucraina     | 4 giugno 2014  |       |
| Salto con l'asta       | 5.86 m             | Sam Kendricks          | Stati Uniti | 13 luglio 2018 |       |
| Salto in lungo         | 8.38 m (+0.6 m/s)  | Yahya Berrabah         | Marocco     | 23 maggio 2009 |       |
| Salto in lungo         | 8.38 m (+0.8 m/s)  | Ruswahl Samaai         | Sudafrica   | 22 maggio 2016 |       |
| Salto triplo           | 16.62 m (+0.4 m/s) | Lázaro Martínez        | Cuba        | 19 maggio 2024 | [ 3 ] |
| Getto del peso         | 22.47 m            | Ryan Crouser           | Stati Uniti | 16 luglio 2017 |       |
| Lancio del disco       | 70,78 m            | Fedrick Dacres         | Giamaica    | 16 giugno 2019 |       |
| Lancio del martello    | 79.90 m            | Paweł Fajdek           | Polonia     | 14 giugno 2015 |       |
| Lancio del giavellotto | 89.75 m            | Magnus Kirt            | Estonia     | 13 luglio 2018 |       |

### Donne
| Specialità             | Record            | Atleta                | Nazionalità | Data           | Note  |
| ---------------------- | ----------------- | --------------------- | ----------- | -------------- | ----- |
| 100 m                  | 10"83 (+0.3 m/s)  | Elaine Thompson-Herah | Giamaica    | 5 giugno 2022  |       |
| 200 m                  | 21"98 (+0.8 m/s)  | Shericka Jackson      | Giamaica    | 28 maggio 2023 |       |
| 400 m                  | 49"80             | Shaunae Miller-Uibo   | Bahamas     | 16 luglio 2017 |       |
| 800 m                  | 1'56"64           | Caster Semenya        | Sudafrica   | 22 maggio 2016 |       |
| 1000 m                 | 2'31"01           | Caster Semenya        | Sudafrica   | 13 luglio 2018 |       |
| 1500 m                 | 3'54"03           | Gudaf Tsegay          | Etiopia     | 28 maggio 2023 |       |
| 3000 m                 | 8'11"56           | Beatrice Chebet       | Kenya       | 25 maggio 2025 | [ 4 ] |
| 5000 m                 | 12'59"28          | Almaz Ayana           | Etiopia     | 22 maggio 2016 |       |
| 100 m hs               | 12"45 (+1.2 m/s)  | Tobi Amusan           | Nigeria     | 25 maggio 2025 | [ 5 ] |
| 400 m hs               | 52"46             | Femke Bol             | Paesi Bassi | 25 maggio 2025 | [ 6 ] |
| 3000 m siepi           | 9'16"14           | Hiwot Ayalew          | Etiopia     | 27 maggio 2012 |       |
| Salto in alto          | 2,01 m            | Jaroslava Mahučich    | Ucraina     | 28 maggio 2023 |       |
| Salto con l'asta       | 4.82 m            | Sandi Morris          | Stati Uniti | 16 giugno 2019 |       |
| Salto in lungo         | 6.93 m (+0.2 m/s) | Tianna Bartoletta     | Stati Uniti | 8 giugno 2014  |       |
| Salto triplo           | 14.96 m           | Caterine Ibargüen     | Colombia    | 13 luglio 2018 |       |
| Getto del peso         | 20,00 m           | Chase Jackson         | Stati Uniti | 19 maggio 2024 | [ 3 ] |
| Lancio del disco       | 68.28 m           | Yaimé Pérez           | Cuba        | 16 giugno 2019 |       |
| Lancio del martello    | 73.30 m           | Kathrin Klaas         | Germania    | 8 giugno 2014  |       |
| Lancio del giavellotto | 64.76 m           | Madara Palameika      | Lettonia    | 22 maggio 2016 |       |